# 厄尔斯蒂克站
厄尔斯蒂克站（丹麥語：Ølstykke Station）是腓特烈松铁路的中途站，1879年6月17日启用。现属哥本哈根市郊铁路系统，位于丹麦首都大区艾厄代市鎮厄尔斯蒂克。1989年5月28日引入哥本哈根市郊铁路。

## 外部連結
- 丹麦国家铁路官网对本站的介绍（页面存档备份，存于）（丹麦文）